# اولد بورلزون (آلاباما)
اولد بورلزون (به انگلیسی: Old Burleson) یک منطقهٔ مسکونی در ایالات متحده آمریکا است که در آلاباما واقع شده‌است. اولد بورلزون ۱۸۸٫۹۸ متر بالاتر از سطح دریا واقع شده‌است.